# Franz Unger
Franz Joseph Andreas Nicolaus Unger (Gut Amthofen, 20 novembre 1800 – Graz, 27 febbraio 1870) è stato un botanico, paleontologo e  fisiologo vegetale austriaco.

## Vita e opere
Inizialmente, Unger ha studiato giurisprudenza presso l'Università di Graz. Nel 1820 si trasferì a  Vienna per studiare medicina e nel 1822 si iscrisse alla Università di Praga. Nel 1823 tornò a Vienna e terminò gli studi di medicina nel 1827.
Dal 1827 Unger lavorò come medico in Stockerau nei pressi di Vienna, dal 1830 divenne medico di corte in Kitzbühel,  Alto Adige. Nel 1836 fu nominato professore di botanica presso l'Università di Graz e nel 1850 professore di fisiologia vegetale a Vienna. Nel 1852 ha viaggiato verso il nord Europa e l'Oriente. Nel 1866 Unger andò in pensione e visse nella sua fattoria vicino a Graz.
Unger è stato uno dei maggiori contribuenti al campo di paleontologia e fisiologia vegetale. Egli ipotizzò che le combinazioni di elementi semplici all'interno di una cellula vegetale potessero determinare l'ereditarietà delle piante. Fu fortemente influenzato dagli esperimenti del suo allievo Johann Gregor Mendel. Unger fu un pioniere Storia della Scienza del Suolo  (1836).

## Opere
- Über den Einfluss des Bodens auf die Verteilung der Gewächse. 1836.
- Über den Bau und das Wachstum des Dikotyledonenstamms. 1840.
- Über Kristallbildungen in den Pflanzenzellen. 1840.
- Grundzüge der Anatomie und Physiologie der Pflanzen. 1846.
- Anatomie und Physiologie der Pflanzen. 1855.
- Grundlinien der Anatomie und Physiologie der Pflanzen. 1866.
- Fossilium tarum piano Synopsis. 1845.
- Clori Protogaea, Beiträge zur Flora der Vorwelt. 1841-1847.
- Genera et Fossilium Species Plantarum. 1850.
- Fossilium Iconographia plantarum. 1852.
- Fossilium Sylloge plantarum. 1860.
- Die Urwelt in ihren verschiedenen Bildungsperioden. 1851, 3ª edizione 1864. (Con alcuni dei primi disegni di animali preistorici.)
- Versuch einer Geschichte der Pflanzenwelt. 1852.
- Geologie der europäischen Waldbäume. 1870.
- Wissenschaftliche Ergebnisse einer Reise in Italien und den ionischen Inseln. 1862.
- Die Insel Cypern. 1865.
- Botanische Briefe. 1852.
- Auf dem Botanische Streifzüge Gebiet der Kulturgeschichte.